# Mariä Himmelfahrt (Bad Saulgau-Friedberg)

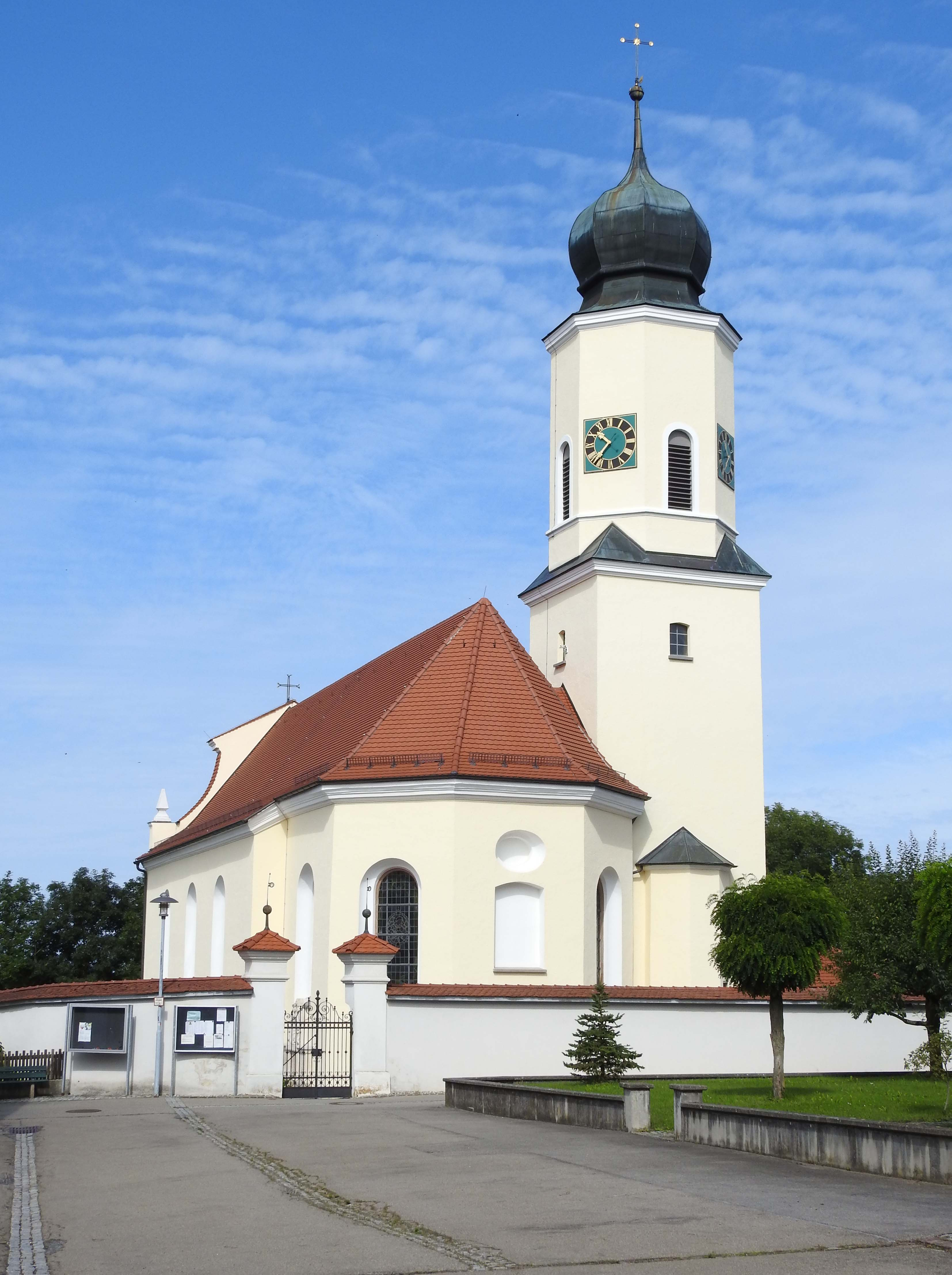
Mariä Himmelfahrt in Friedberg

Die römisch-katholische Pfarrkirche Mariä Himmelfahrt steht in Friedberg, einem Teilort der Stadt Bad Saulgau im Landkreis Sigmaringen in Baden-Württemberg. Die Kirche gehört zum Dekanat Saulgau in der Diözese Rottenburg-Stuttgart. Das Bauwerk ist beim Landesamt für Denkmalpflege Baden-Württemberg als Baudenkmal eingetragen.

## Geschichte
Die Kirche wurde 1731 bis 1733 vom berühmten Baumeister des Deutschen Ordens Johann Caspar Bagnato erbaut, von dem auch Bauten in Altshausen, Bad Buchau, Obermarchtal, Wangen und auf der Insel Mainau stammen. Der aus Herbertingen stammende Pfarrer Johann Conrad Fürst erteilte den Auftrag für einen Neubau, da die alte Kirche zur Himmelfahrt Mariens baufällig geworden war. Am 18. Mai 1733 wurde sie vom Weihbischof des Bistums Konstanz Franz Johann Anton von und zu Sirgenstein der Heiligen Maria Magdalena geweiht. Seit mindestens 250 Jahren ist die Pietà auf dem Hochaltar sowie eines der beiden Gnadenbilder, nämlich das der schwarz gekleideten, mit blauem Tuchrand umrahmten Schmerzhaften Mutter Gottes, Ziel für Wallfahrer. Papst Benedikt XIV. verlieh der Pfarrkirche am 18. April 1748 einen Ablassbrief; das war der formelle Beginn der Wallfahrt. An diese 250-jährige Tradition in der Kirchengemeinde Mariä Himmelfahrt Friedberg erinnert der am 21. September 2008 eröffnete Oberschwäbische Pilgerweg.

## Beschreibung
Die Saalkirche besteht aus einem Langhaus, einem eingezogenen, dreiseitig geschlossenen Chor im Osten und einem Chorflankenturm auf quadratischem Grundriss an dessen Nordwand. Sein achteckiges oberstes Geschoss beherbergt die Turmuhr und den Glockenstuhl. Darauf sitzt eine Zwiebelhaube. Das Portal in der mit einem Schweifgiebel bedeckten Fassade im Westen ist mit Pilastern gegliedert. 1863 wurde der Innenraum neugotisch und 1919–24 neobarock umgestaltet.